# Championnat de Belgique de football 1897-1898
Navigation
Saison précédente Saison suivante
Le championnat de Belgique de football 1897-1898 est la troisième saison du championnat de première division belge. Il porte le nom officiel de « Coupe de Championnat » pour la troisième et dernière fois.
La compétition reste encore très anonyme. Sur les 20 rencontres prévues, quatre sont annulées et un forfait est infligé à l'équipe qui ne s'est pas présentée. Un match n'est finalement pas joué, alors que quatre parties voient leur résultat modifié en score de forfait sur « tapis vert », parce que des manquements aux règlements ont été commis. Le titre revient dans la Cité Ardente, avec le deuxième sacre du FC Liégeois.

## Clubs participants
Cinq clubs prennent part à la compétition, c'est un de moins que lors de l'édition précédente. Ceux dont le matricule est mis en gras existent toujours aujourd'hui.
| # | Nom                                  | Mat. | Ville  | Terrain                               | En D1 depuis (série) | Total en D1 | Saison précédente |
| - | ------------------------------------ | ---- | ------ | ------------------------------------- | -------------------- | ----------- | ----------------- |
| 1 | Antwerp Football Club                | 1    | Anvers | Zuremborg (à côté du Vélodrome)       | 1895-1896 (3e)       | 3e          | 3e                |
| 2 | Athletic & Running Club de Bruxelles | N/A  | Uccle  | velodrome de la Cambre                | 1896-1897 (2e)       | 2e          | 5e                |
| 3 | Léopold Club de Bruxelles            | 5    | Evere  | Hippodrome des Deux-maisons           | 1895-1896 (3e)       | 3e          | 4e                |
| 4 | Racing Club de Bruxelles             | 6    | Uccle  | site de Longchamps (ancien Vélodrome) | 1895-1896 (3e)       | 3e          | 1er               |
| 5 | Football Club Liégeois               | 4    | Cointe | Plaine du Champ d'Oiseaux             | 1895-1896 (3e)       | 3e          | 2e                |

### Localisations
| Antwerp FC FC Liégeois Bruxelles |

#### Localisation des clubs bruxellois
les 3 cercles bruxellois sont :
Léopold CB
Racing CB
A&RC de Bruxelles (localisation incertaine)

## Résultats

### Résultats des rencontres
Les cinq équipes engagées disputent quinze des vingt rencontres au programme, les cinq autres se soldant sur un forfait.
| Résultats (▼dom., ►ext.)                                   | ANT  | ARC  | LEO | RAC  | FCL |
| Antwerp FC                                                 |      | 7-0  | 2-0 | 1-1  | 5-2 |
| Athletic & Running CB                                      | 5-0F |      | 2-2 | 3-1  | 0-6 |
| Léopold CB                                                 | NJ   | 1-1  |     | 0-5F | 1-1 |
| Racing CB                                                  | 4-0  | 11-2 | 1-1 |      | 1-1 |
| FC Liégeois                                                | 5-0F | 5-0F | 5-2 | 2-1  |     |
| - Victoire à domicile - Match nul - Victoire à l'extérieur |      |      |     |      |     |

- 5-0F ou 0-5F = Forfait, ces rencontres n'ont pas eu lieu car l'équipe décrétée perdante ne s'est pas déplacée ou présentée.
- D'autres parties, dont le score est indiqué en italique, voient leur résultats modifiés sur « tapis vert » :
  - Antwerp FC-FC Liégeois 0-5
  - Antwerp FC-Léopold CB 0-5
  - Antwerp FC-Racing CB 0-5
  - Athletic & Running CB-Léopold CB 0-5
- NJ = La rencontre Léopold CB-Antwerp FC n'est pas jouée, son résultat n'ayant plus aucune influence sur le classement final.

### Classement final
Classement final de la saison. 
| Rang | Équipe                | Pts | J | G | N | P | Bp | Bc | Diff |
| ---- | --------------------- | --- | - | - | - | - | -- | -- | ---- |
| 1    | FC LIEGEOIS           | 14  | 8 | 6 | 2 | 0 | 30 | 5  | +25  |
| 2    | Racing CB T           | 10  | 8 | 4 | 2 | 2 | 29 | 9  | +20  |
| 3    | Léopold CB            | 8   | 7 | 2 | 4 | 1 | 15 | 13 | +2   |
| 4    | Athletic & Running CB | 6   | 8 | 2 | 2 | 4 | 11 | 36 | -25  |
| 5    | Antwerp FC            | 2   | 7 | 1 | 0 | 6 | 7  | 29 | -22  |

Légende
- Champion de Belgique 1898

Abréviations
T : Tenant du titre 1897

### Meilleur buteur
Franz König (Racing CB) : nombre de buts inconnu. Franz König est le premier, et toujours le seul joueur suisse à être sacré meilleur buteur du championnat de Belgique.

## «Division 1»
À l'instar de la saison précédente, une seconde série est créée, sous le nom de « Division 1 ». Elle regroupe les équipes réserves des cinq clubs participant au championnat, ainsi que quelques clubs débutants. Elle est divisée en deux groupes géographiques, dont les deux premiers s'affrontent dans une finale par aller-retour. Le vainqueur de cette compétition est le Verviers FC.

### Groupe Brabant
| Rang | Équipe                     | Pts | J | G | N | P | Bp | Bc | Diff |
| ---- | -------------------------- | --- | - | - | - | - | -- | -- | ---- |
| 1    | Rés. Racing CB             | 11  | 7 | 5 | 1 | 1 | 28 | 9  | +19  |
| 2    | Skill FC Bruxelles         | 10  | 7 | 5 | 0 | 2 | 22 | 14 | +8   |
| 3    | Rés. Léopold CB            | 8   | 6 | 3 | 2 | 1 | 14 | 7  | +7   |
| 4    | Rés. Athletic & Running CB | 4   | 6 | 2 | 0 | 4 | 9  | 7  | +2   |
| 5    | Intrépide FC               | 1   | 7 | 0 | 1 | 6 | 4  | 40 | -36  |
| 6    | Rapiditas FC Molenbeek     | 0   | 0 | 0 | 0 | 0 | 0  | 0  | 0    |

### Groupe Liège
| Rang | Équipe           | Pts | J | G | N | P | Bp | Bc | Diff |
| ---- | ---------------- | --- | - | - | - | - | -- | -- | ---- |
| 1    | Verviers FC      | 3   | 2 | 1 | 1 | 0 | 4  | 3  | +1   |
| 2    | Rés. FC Liégeois | 1   | 2 | 0 | 1 | 1 | 3  | 4  | -1   |

### Finale
| Match                        | Résultat |
| ---------------------------- | -------- |
| Verviers FC – Rés. Racing CB | 4-2      |
| Rés. Racing CB - Verviers FC | 5-4      |
| Verviers FC champion         |          |

## Récapitulatif de la saison
- Champion : FC Liégeois (2e titre)
- Premier club à remporter deux fois le championnat
- Deuxième titre pour la province de Liège

| Région flamande (1)             | Région flamande (1) | Province de Brabant (3)      | Province de Brabant (3) | Région wallonne (1)    | Région wallonne (1) |
| ------------------------------- | ------------------- | ---------------------------- | ----------------------- | ---------------------- | ------------------- |
| Province d'Anvers               | 1                   | Région de Bruxelles-Capitale | 3                       | Province de Hainaut    | 0                   |
| Province de Flandre-Occidentale | 0                   | Province du Brabant flamand  | 0                       | Province de Liège      | 1                   |
| Province de Flandre-Orientale   | 0                   | Province du Brabant wallon   | 0                       | Province de Luxembourg | 0                   |
| Province de Limbourg            | 0                   |                              |                         | Province de Namur      | 0                   |

1. ↑  Au niveau footballistique, la province de Brabant est toujours unitaire malgré sa partition territoriale en 1995.

### Admission et relégation
Le règlement de la fédération ne prévoit ni relégation, ni admission automatique de nouveaux clubs. L'intégration de nouvelles équipes se fait sur « invitation ». Pour cette saison, aucun nouveau club n'est accepté pour compenser le départ du Sporting Club de Bruxelles. 

### Bilan de la saison
| Championnat de Belgique de football 1897-1898 |                          |
| Champion                                      | FC Liégeois (2e titre)   |
| Dauphin                                       | Racing Club de Bruxelles |
| Promotions et relégations                     |                          |
| Promus en Division d'Honneur                  | FC Brugeois              |
| Promus en Division d'Honneur                  | Oostendensche FC         |
| Promus en Division d'Honneur                  | Sport Pédestre de Gand   |
| Promus en Division d'Honneur                  | Athletic Club Gantois    |
| Relégués                                      | aucun                    |